# Зимний сад

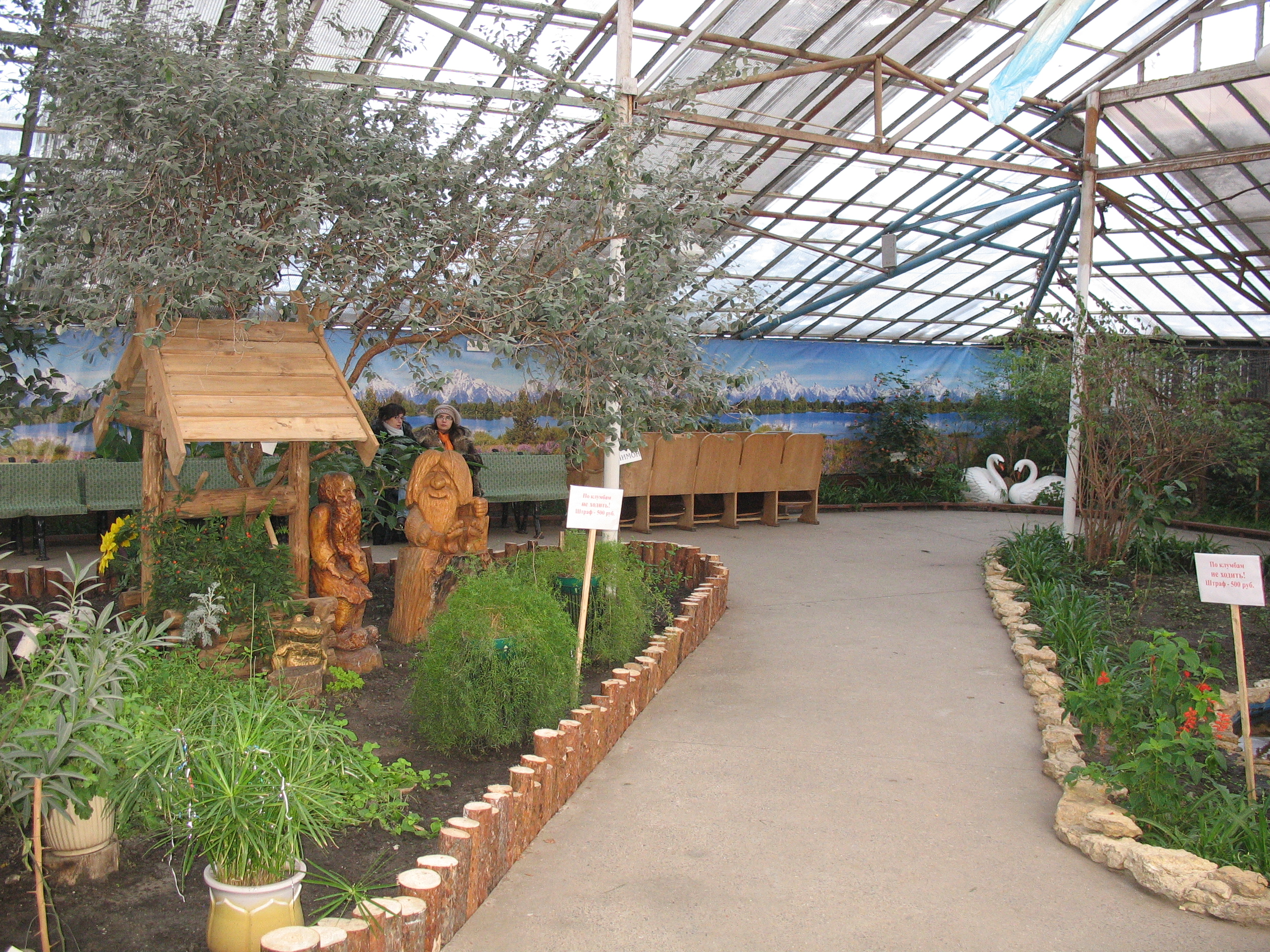
Зимний сад Воронежского зоопарка

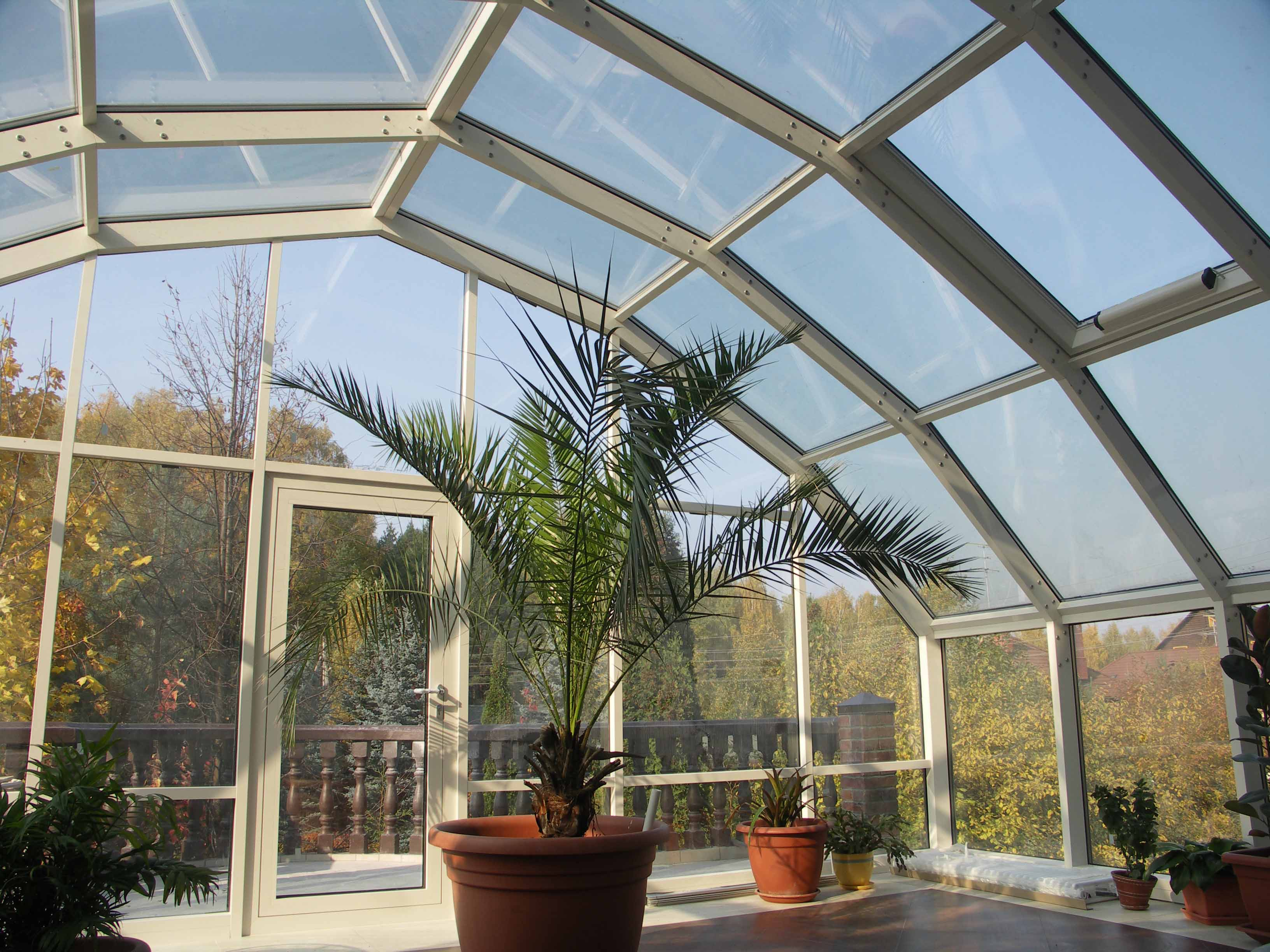
Зимний сад

Зи́мний сад (англ. winter garden, фр. jardin d’hiver, нем. Wintergarten) — отапливаемое помещение с естественным освещением, предназначенное для размещения экзотических и не зимостойких, а также комнатных растений. Зимний сад обычно представляет собой застеклённое помещение с металлическим, алюминиевым, деревянным каркасом или веранду как продолжение гостиной.
Как часть дома, защищённая от низких температур, ветра и дождя (неблагоприятных погодных условий) остеклением, зимний сад вошёл в моду вслед за техническим внедрением домашнего отопления, в европейских загородных усадьбах XIX века — для размещения на зимнее время садовых пальм. В настоящее время помещение, как переходное между домом и садом, используется для отдыха семьи c видом на сад или парк.
Зимний сад не следует путать с теплицей, находящейся вне дома и предназначенной для выращивания растений.